# Schienenverkehrslärm

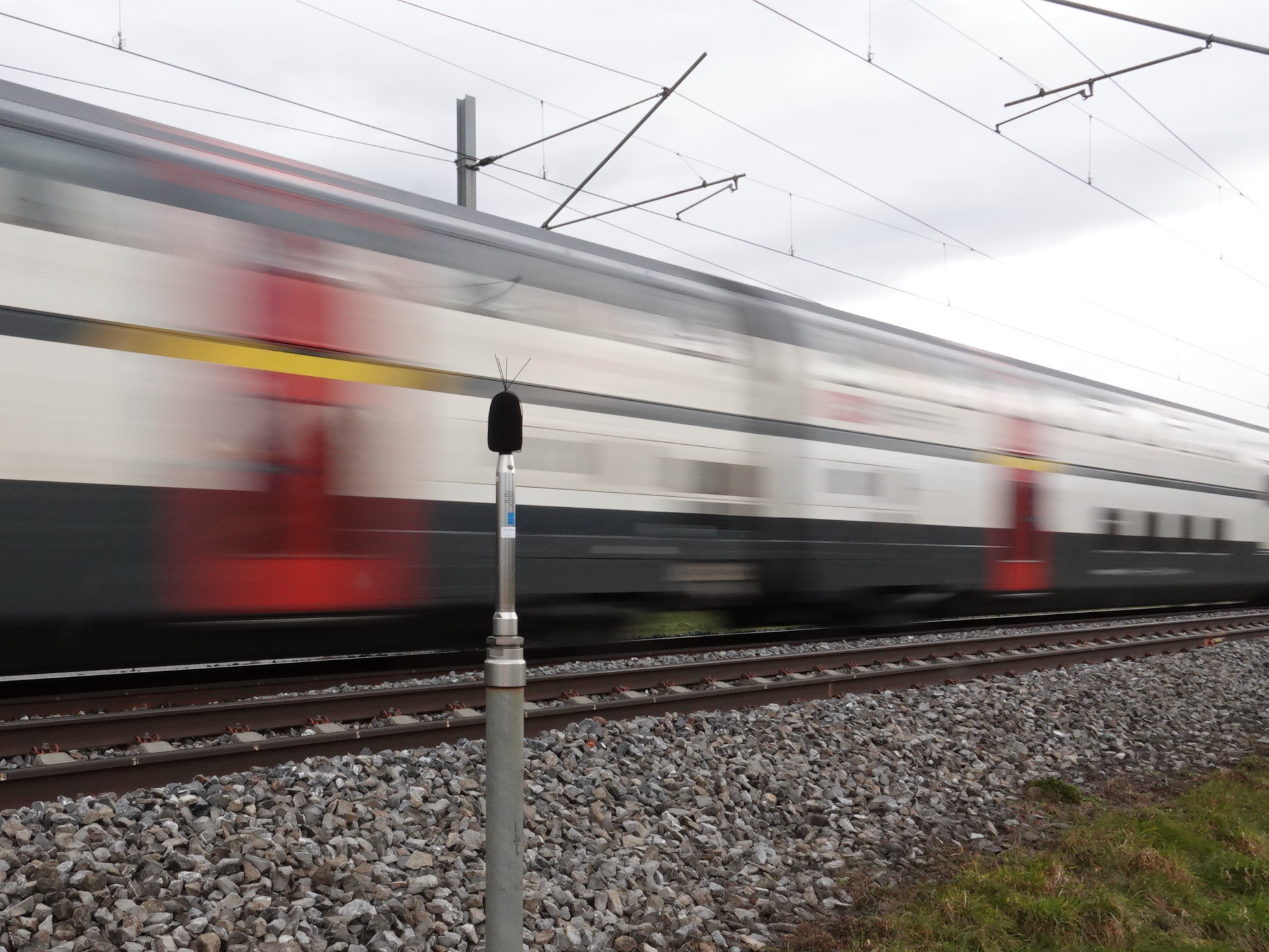
Ein Personenzug passiert die vom Bundesamt für Verkehr betriebene stationäre Messstelle für Eisenbahnlärm in Wichtrach.

Als Schienenverkehrslärm (kurz auch Schienenlärm) wird der Lärm bezeichnet, der durch den Betrieb von Eisenbahnen und Straßenbahnen entsteht. Die als Lärm empfundenen Geräusche entstehen im Stillstand und bei Zugfahrten. Typische Geräusch sind Rollgeräusche, Aufprallgeräusche, Antriebsgeräusche, aerodynamische Geräusche, Kurvengeräusche, Bremsgeräusche, Geräusche des Signalhorns sowie Geräusche der Hilfseinrichtungen und anderer Komponenten.
Die volkswirtschaftlichen Lärmkosten des Schienenverkehrs in Deutschland wurden 2010 auf 0,83 Milliarden Euro pro Jahr geschätzt.
Die vom Fahrbetrieb verursachten Schallimmissionen werden in Deutschland in der 16. BImSchV geregelt, die Einwirkungen von abgestellten Schienenfahrzeugen und Geräusche von Betriebs- oder Werksgeländen werden in Deutschland als Gewerbelärm betrachtet und fallen dementsprechend in den Bereich der TA Lärm.

## Geräuschursachen
Die bei Zugfahrten emittierten Geräusche können im Wesentlichen drei Wirkungsmechanismen zugeordnet werden, die jeweils in einem Geschwindigkeitsbereich den Gesamtpegel der Schallemission bestimmen:
- Antriebsgeräusche

Im Geschwindigkeitsbereich vom Fahrzeugstillstand bis etwa 40 km/h wird die Geräuschemission durch die Traktionsausrüstung bestimmt. Antriebsgeräusche entstehen durch den Betrieb von Motoren, Getrieben und weiteren Bauteilen des Antriebsstranges einschließlich Nebenaggregaten und Anbauteilen. Antriebsgeräusche werden als Luft- und Körperschall in das Fahrzeuginnere und nach außen weitergeleitet. Sie dominieren, je nach Fahrzeugklasse und Antriebsart, bei niedrigen Geschwindigkeiten und hoher Motorleistung, wie zum Beispiel im Stadtverkehr oder beim Anfahren. Auch Bremsgeräusche sind zum Antriebssystem zuzurechnen.
- Rad-Schiene-Geräusche

Im Geschwindigkeitsbereich von etwa 40 km/h bis etwa 280 km/h wird die Geräuschemission durch das am Rad-Schiene-Kontakt entstehende Rollgeräusch bestimmt. Daneben gibt es vereinzelt auftretende Geräusche wie das Kurvenquietschen.
- Aerodynamische Geräusche

Im Geschwindigkeitsbereich oberhalb von etwa 280 km/h wird die Geräuschemission durch aerodynamisch angeregte Geräusche dominiert.
Werden diese Geräusche als störend empfunden, werden sie zu Lärm, welcher durch seine Lautstärke und Struktur für den Menschen und die Umwelt gesundheitsschädigend bzw. belastend wirkt.

## Messung
Zur Messung der Geräusche des Bahnbetriebs sind die DIN 45642 Messung von Verkehrsgeräuschen und die DIN 38452-1 Langzeitmessung von Schienenverkehrsgeräuschen - Teil 1: Emissionen heranzuziehen. 

## Beurteilungspegel
Beim Neubau und wesentlichen Änderungen von Schienenwegen ist in Deutschland anhand der Richtlinie zur Berechnung der Schallimmissionen von Schienenwegen ein Beurteilungspegel zu berechnen. Gemäß der aktuellen Fassung von § 43 Abs. 2 des Bundes-Immissionsschutzgesetzes wird bei der Bildung des Beurteilungspegels der Schienenbonus von 5 dB für neu eingeleitete Planfeststellungsverfahren für Eisenbahnen seit dem 1. Januar 2015 nicht mehr angewendet. Bis dahin wurde durch den Pegelabschlag von 5 dB abgebildet, dass Schienenverkehrsgeräusche bei gleichem Mittelungspegel als leiser als Geräusche des Straßenverkehrs empfunden werden.

## Minderungsmaßnahmen
Eine Reduzierung der Schienenverkehrsgeräusche kann durch Maßnahmen an Fahrzeugen und am Fahrweg erreicht werden.

### Fahrzeug
- Einsatz von scheibengebremsten statt klotzgebremsten Fahrzeugen.
- Vermeidung von unrunden Rädern und Flachstellen.
- Einsatz von Radschallabsorbern, die die Eigenschwingungen der Eisenbahnräder dämpfen.
- Einsatz neu entwickelter schalloptimierter Drehgestelle.
- aeroakustisch günstig geformte Wagenkästen (Vermeidung von Kavitäten im Bereich von Drehgestellen und Stromabnehmern)
- Bevorzugung von weitgehend geschlossenen Radkästen gegenüber offener Bauweise

### Fahrweg
- Bei Schienenfahrzeugen, die systematisch ganz oder teilweise unterirdisch in Tunnels etc. verkehren, ist die Auswirkung des Schienenverkehrslärms auf die Umwelt naturgemäß verringert, bzw. auf die eigenen Fahrgäste begrenzt.

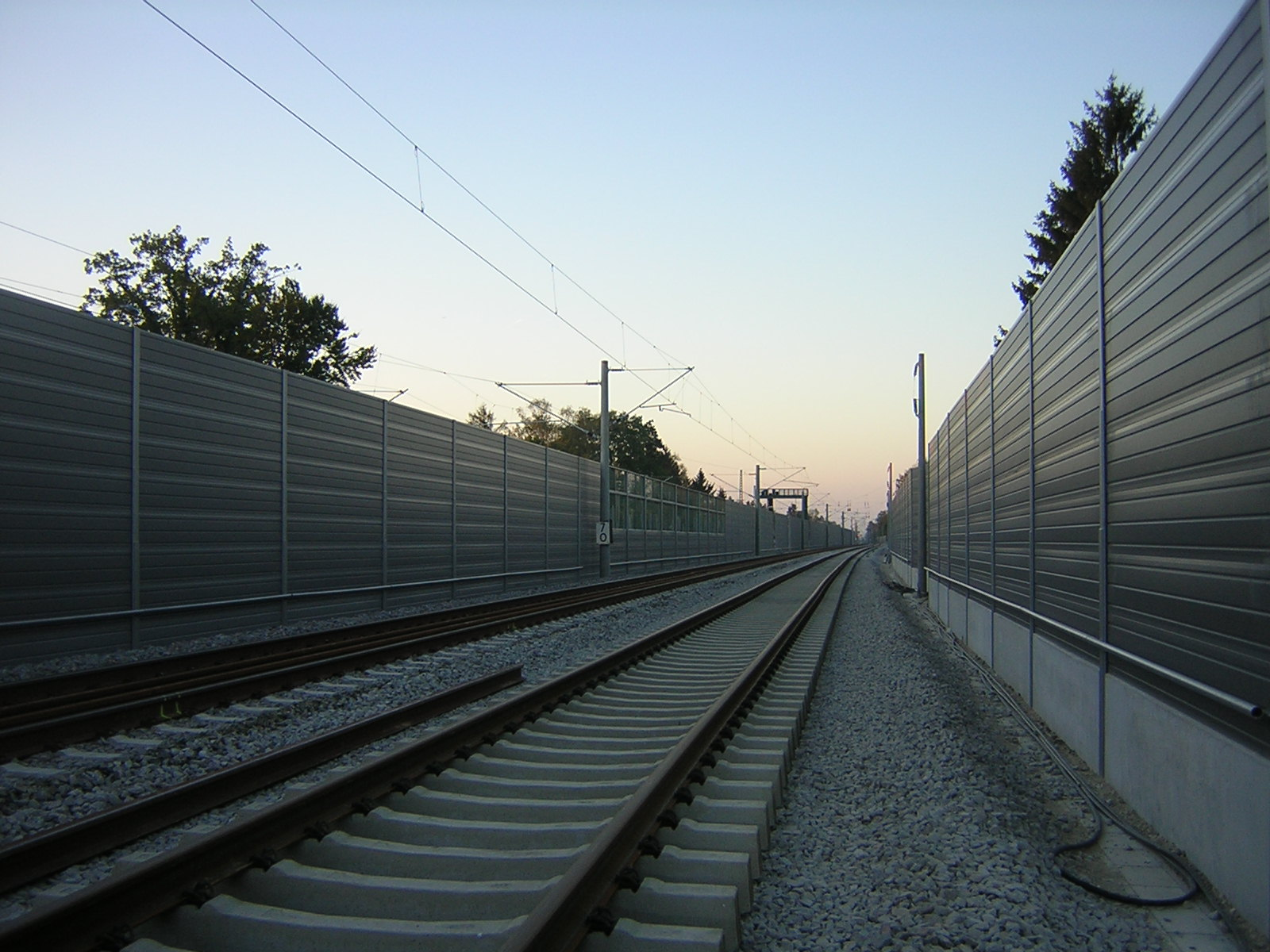
Schallschutzwände entlang der Bahnstrecke München–Treuchtlingen

- Schienenschleifen vermindert die Rauheit der Schienenfahrfläche, indem Riffelbildung beseitigt wird. Damit wird das Rad-Schiene-Geräusch reduziert. Allerdings erzeugt das zumeist in der Nacht durchgeführte Schienenschleifen auch erheblichen Lärm. Zur Reduktion von Lärm aus dem Rad-Schiene-Kontakt gilt in der Schweiz seit Anfang 2020 ein Grenzwert für die akustische Schienenrauheit.[4]
- Besonders überwachte Gleise werden häufiger durch Fahrten mit dem Schallmesswagen kontrolliert und gegebenenfalls mit erneuten Schleifvorgängen nachbearbeitet.
- Schotterbett statt feste Fahrbahn: Das Schotterbett wirkt aufgrund seiner porösen Struktur als Absorber.
- Schallschutzwände entlang der Gleise absorbieren Schall und vermindern dessen Ausbreitung. Je näher sie am Fahrweg aufgestellt werden und je höher sie sind, desto wirksamer ist diese Maßnahme. Spezielle Niedrigschallschutzwände direkt am Gleis dämmen den Störschall unmittelbarer und vermeiden größere Beeinträchtigungen der freien Sicht und die Verstellung von städtebaulichen Sichtachsen[5]
- Bei Gleisbogenradien unter 200 Metern kann ein Kurvenquietschen vorkommen. Ein Minderungspotential kann durch verschiedene Maßnahmen an Fahrzeug und Fahrweg genutzt werden.

## Lärmsanierung der Schienenwege

### Deutschland

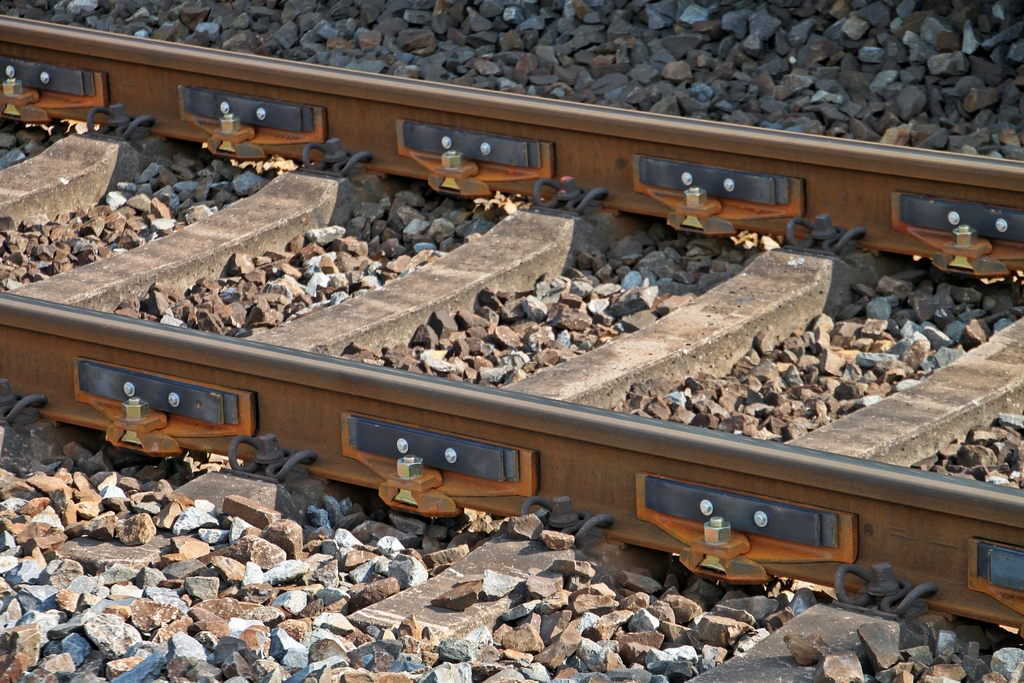
Schienenstegdämpfer im Bahnhof Rathen (Bahnstrecke Dresden–Děčín); probeweise im Frühjahr 2011 eingebaut

Im Rahmen des 1999 in Deutschland als freiwillige Leistung des Bundes gestarteten Programms „Lärmsanierung an bestehenden Schienenwegen des Bundes“ sollen nächtliche Bahngeräusche für Anwohner auf höchstens 60 dB(A) reduziert werden. Dabei wurden rund 3400 Kilometer Strecken entsprechend klassifiziert.
In einem zweistufigen Verfahren waren von der Deutschen Bahn die am stärksten belasteten Ortsdurchfahrten im deutschen Schienennetz vorgeschlagen worden. Darauf aufbauend entwickelte des Bundesverkehrsministerium eine Dringlichkeitsliste. Im August 2002 wurde dabei die zweite Fortschreibung mit rund 900 Ortsdurchfahrten vorgelegt.
In den Jahren 2003 und 2004 wurden in Deutschland je 51,1 Millionen Euro Mittel aufgewendet. Bis Anfang 2004 waren im Rahmen des Programms rund 58 km Schallschutzwände errichtet und 14.000 Wohnungen mit Schallschutzfenstern ausgestattet worden. Ferner wurden rund 11.500 Lüfter eingebaut und mehr als 300 Dächer schallgedämmt.
Nach Angaben der Deutschen Bahn waren bis Anfang 2007 etwa zehn Prozent davon erreicht, unter anderem durch Errichtung von 136 Kilometer Schallschutzwänden, 72.500 Schallschutzfenstern und 19.300 Lüftern. Der Bund finanzierte das Programm zu Beginn mit 51 Millionen Euro jährlich, 2006 mit 76 Millionen und seit 2007 mit 100 Millionen Euro.
Ferner seien bis Anfang 2007 rund 3100 Güterwagen mit K-Sohlen ausgestattet worden. Eine Umrüstung aller Wagen, einschließlich der zu Privatbahnen, würde etwa 600 Millionen Euro kosten. Die Deutsche Bahn ist nach eigenen Angaben bestrebt, den Einbau derartiger Bremssohlen durch das Lärmsanierungsprogramm fördern zu können.
Schienenstegdämpfer sind Kunststoffplatten, neuerdings auch farbig erhältlich, die an den Seiten der Schienen montiert werden und Vibrationen sowie Luftschall auffangen sollen. Sie wurden an mehreren Hauptstrecken probeweise eingebaut und sollen die anderen Schallschutzmaßnahmen ergänzen.
Am 27. Juli 2020 gab das Bundesministerium für Verkehr und digitale Infrastruktur bekannt, dass die Auslösewerte für die Lärmsanierung an bestehenden Eisenbahnstrecken des Bundes um 3 dB(A) abgesenkt werden. Die Absenkung für Eisenbahnstrecken soll im Rahmen des Haushalts 2021 festgelegt werden. Die Anwendung dieser Vorgabe für die Lärmsanierung hängt von der Nutzungsart des Gebietes ab; bei Wohngebieten dürfen künftig anstelle von 57 dB(A) nur noch 54 dB(A) in der Nacht überschritten werden, damit Lärmsanierungsmaßnahmen fällig werden können. Für Lärmsanierung an seinen Eisenbahnstrecken hat der Bund seit 1999 über 1,4 Milliarden Euro investiert; rund 139 Millionen Euro stehen im Jahr 2020 zur Verfügung.
Zwischen 2019 und 2023 sank der bundesweite Lärm-Mittelungspegel an den Messstellen des Eisenbahn-Bundesamts von 73,1 auf 69,6 dB(A) bei gleichzeitiger Steigerung der Verkehrsleistung um 2,6 %.

### Schweiz
In der Schweiz wurde die Lärmbelastung durch Schienenwege in den letzten Jahren systematisch erfasst. Es wurden Lärmkarten erstellt, die ausweisen, an welchen Orten der Schienenverkehrslärm ein kritisches Ausmaß erreicht hat oder erreichen wird. Danach sind etwa 300 km Lärmschutzwände erforderlich, um die Lärmbelastung der Bevölkerung unter das gesetzlich vorgeschriebene Niveau zu bringen. Hierfür sind Mittel in der Höhe von 1,85 Milliarden CHF eingeplant (Vorlage Finanzierung und Bau öffentlicher Verkehr von 1998). Der Beginn der Sanierungsmaßnahmen erfolgte im Jahr 2000. Die Ausgaben gliedern sich in 820 Millionen CHF für Verbesserungen am Rollmaterial, 900 Millionen CHF für Lärmschutzwände und 120 Millionen CHF für Schallschutzfenster. Für die Umsetzung der Sanierung ist durch Bundesgesetz eine Frist bis Ende 2015 gesetzt.

## Schienenlärmkartierung

### Karten zum vorhandenen Lärm an Eisenbahnstrecken
Die Lärmausbreitung und -belastung durch Schienenverkehr ist deutschlandweit durch eine Schienenlärmkartierung erfasst und veröffentlicht worden. Grundlage ist die EG-Umgebungslärmrichtlinie von 2002, für deren Umsetzung das Eisenbahn-Bundesamt für die Eisenbahnstrecken des Bundes zuständig ist.

### Gesetzliche Vorgaben und Richtlinien
Die Europäische Kommission hat bereits 1996 mit dem Grünbuch Lärmschutzpolitik die Belastung durch Lärm als eines der größten Umweltprobleme in Europa bezeichnet. EU-weite, einheitliche Regelungen zu Schallimmissionen sind mit der EG-Umgebungslärmrichtlinie (2002/49/EG) festgelegt worden.
Im Kern sollen drei Maßnahmen durchgeführt werden:
- Ermittlung der Belastung durch Umgebungslärm anhand von Lärmkarten
- Information der Öffentlichkeit über Umgebungslärm und seine Auswirkungen
- Aufstellung von Aktionsplänen

Die Zuständigkeit für die Lärmkartierung an den Schienenwegen des Bundes ist 2005 dem Eisenbahn-Bundesamt durch die Novellierung des Bundesimmissionsschutzgesetzes (BImSchG) übertragen worden.

### Methode zur Lärmkartierung der Schienenwege
2005 ist zunächst die EG-Umgebungslärmrichtlinie in deutsches Recht umgesetzt worden mit dem Gesetz zur Umsetzung der EG-Richtlinie über die Bewertung und Bekämpfung von Umgebungslärm vom 24. Juni 2005 und dessen Eingliederung in das Bundes-Immissionsschutzgesetz (§§ 47a ff. BimSchG).
2006 sind die methodischen Grundlagen für die praktische Erstellung der geforderten Lärmkarten geregelt worden. Die deutsche Richtlinie zur Berechnung von Schallimmissionen von Schienenwegen (Schall 03), Ausgabe 1990 entsprach nicht den Vorgaben der EG-Umgebungslärmrichtlinie. Daher ist die Verordnung über die Lärmkartierung 2006 als 34. Verordnung zum Bundesimmissionsschutzgesetz in Kraft getreten.
2007 wurden weitere Einzelheiten in der Vorläufigen Berechnungsmethode für den Umgebungslärm an Schienenwegen festgelegt. Zur Ermittlung der Belastetenzahlen durch Umgebungslärm wurden im gleichen Jahr vorläufige Berechnungsmethode (VBEB) veröffentlicht.
Die wesentlichen Unterschiede zwischen der angewendeten Vorläufigen Berechnungsmethode für den Umgebungslärm an Schienenwegen und der deutschen Richtlinie zur Berechnung von Schallimmissionen von Schienenwegen (Schall 03), Ausgabe 1990 waren:
- Der „Schienenbonus“ entfällt. (Geringere Störwirkung von Schienenverkehrsgeräuschen gegenüber dem Straßenverkehr in Höhe von 5 dB(A) im nationalen Recht). In der EU-Umgebungslärmrichtlinie werden die rechnerischen Mittelungspegel gleichartig für alle Verkehrssysteme angesetzt (s. a. Schalldruckpegel).
- Zusätzliche Geräuschquelle beim Hochgeschwindigkeitsverkehr (in 4,5 m über Schienenoberkante bei Geschwindigkeiten über 200 km/h),
- Berücksichtigung der schallabschirmenden Wirkung von Hindernissen sowie der Reflexion an schallharten Wänden (Begrenzung auf 1. Reflexion),
- Keine akustische Unterscheidung der Fahrbahnarten Schotterbett+Holzschwelle und Schotterbett+Betonschwelle (gleicher Ansatz eines Fahrbahnkorrekturwerts von 2 dB).

Die nationalen Berechnungs- und Beurteilungsvorschriften unterscheiden beim Lärm zwei Zeiträume: Tag (6–22 Uhr) und Nacht (22–6 Uhr) (s. 16. BImSchV). Die EU-Umgebungslärmrichtlinie trennt einen dritten Zeitraum im Übergang zwischen Tag und Nacht ab: „Abend (Evening)“ von 18 bis 22 Uhr. Für die drei Zeiträume wird je ein Lärmindex (LDay, LEvening und LNight) in Form von Mittelungspegeln (A-bewerteten äquivalenten Dauerschallpegeln) berechnet (s. a. Schalldruckpegel). Zusätzlich wird ein Gesamtwert als 24-Stundenwert LDEN ermittelt, der die höhere Empfindlichkeit in den Zeiträumen „Abend“ und „Nacht“ durch Zuschläge berücksichtigt. Immissionen im Abendzeitraum gehen etwa 3-fach, im Nachtzeitraum 10-fach gewichtet in den Gesamtwert LDEN ein. Die Ergebnisse sind als Lärmkarten für die deutschen Ballungsräume und für die Schienenwege mit mehr als 60.000 Zugbewegungen pro Jahr veröffentlicht.
Die Landesanstalt für Umwelt, Messungen und Naturschutz Baden-Württemberg nahm am 12. April 2016 bei Achern-Önsbach im Auftrag des Ministeriums für Verkehr und Infrastruktur Baden-Württemberg die erste landeseigene Messstation in Betrieb.

## Lärmaktionsplanung

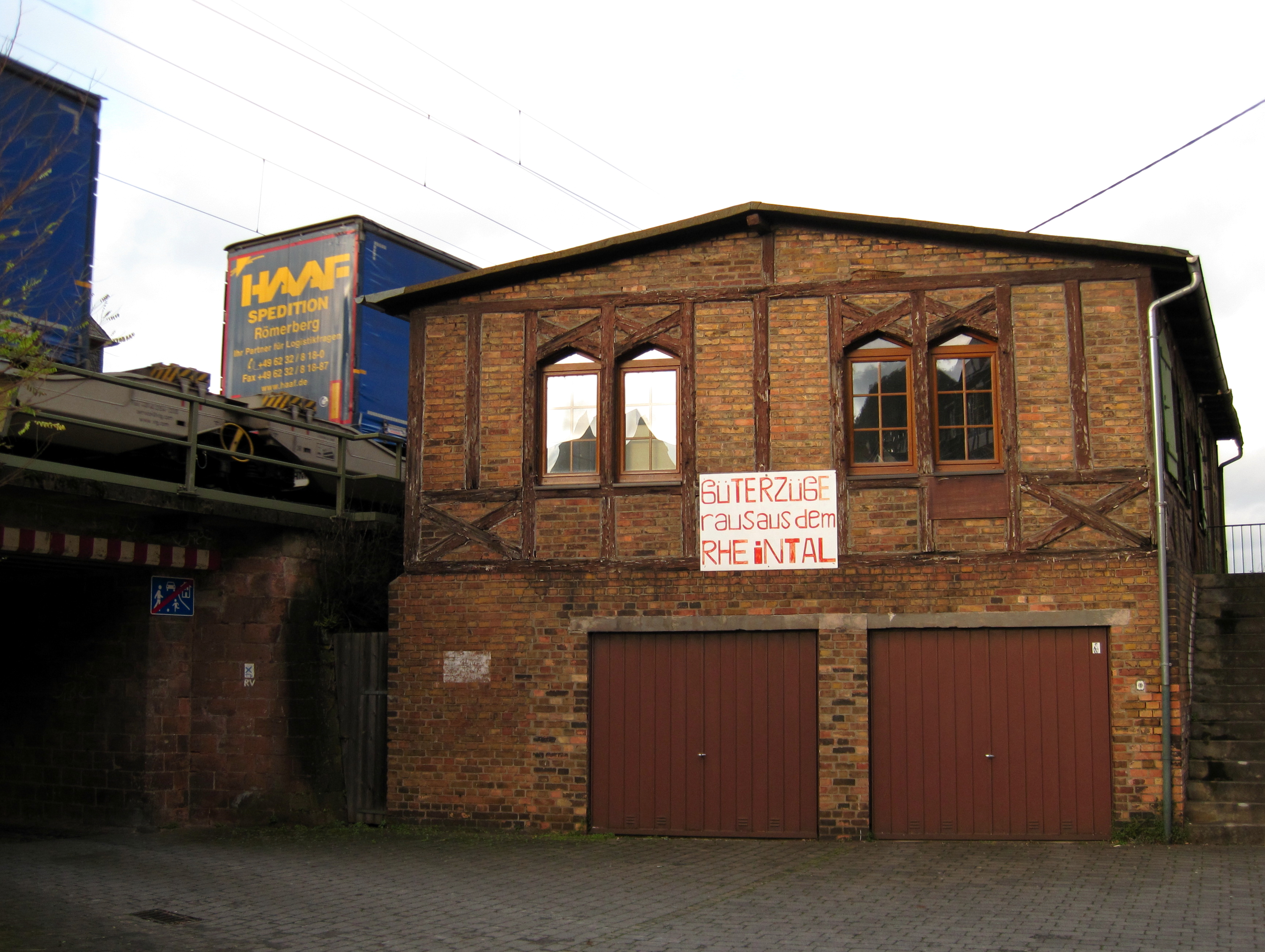
Protest in Kaub gegen Güterverkehr im UNESCO-Weltkulturerbe Oberes Mittelrheintal

Ein Lärmaktionsplan ist ein Aktionsplan, der eine Minderung von schädlichem Umgebungslärm zum Ziel hat. Die gesetzliche Grundlage für die Erstellung eines Lärmaktionsplanes ist die europäische Umgebungslärmrichtlinie und in Deutschland das Bundes-Immissionsschutzgesetz (BImSchG). Seit dem 1. Januar 2015 ist für die Erstellung des Lärmaktionsplanes an den Haupteisenbahnstrecken des Bundes das Eisenbahn-Bundesamt (EBA) zuständig. Das EBA hat die Aufgabe übernommen, einen Lärmaktionsplan für ca. 13.400 Streckenkilometer und ca. 3.100 Kommunen zu erstellen.
Die Deutsche Bahn will bis 2020 den Lärm durch die Verwendung leiserer Güterzug-Bremsen halbieren. Die Bundesregierung will ein Gesetz erlassen, wonach laute Wagen danach nicht mehr zulässig sind. Ein Gesetzesentwurf des Verkehrsministers dafür wurde im Dezember 2016 im Kabinett beschlossen.
Zusätzlich werden Tunnelstrecken für Güterzüge, insbesondere im und neben dem Rheintal, diskutiert.

## Situation in der Schweiz
In der Schweiz gilt das Bundesgesetz vom 24. März 2000 über die Lärmsanierung der Eisenbahnen (BGLE). Dieses ergänzt als Spezialgesetz das Umweltschutzgesetz vom 7. Oktober 1983. Ziel der Lärmsanierung war es, bis Ende 2015 netzweit mindestens zwei Drittel der Bevölkerung, die im Jahr 2000 schädlichem oder lästigem Eisenbahnlärm ausgesetzt war, zu schützen (vgl. Art. 2 Abs. 3 BGLE).
Hierzu wurde in erster Priorität das in der Schweiz immatrikulierte Rollmaterial lärmsaniert, indem Grauguss-Bremssohlen (GG-Sohlen) durch Komposit-Bremssohlen (K-Sohlen) ersetzt wurden. Diese Maßnahme gewährleistet glatte Radlaufflächen (geringere Körperschallanregung von Rad und Schiene), sodass weniger Rad-Schiene-Geräusch entsteht.
Die Lärmsanierung von rund 1200 Normalspur-Reisezugwagen sowie über 6200 Güterwagen der SBB Cargo und der SBB Infrastruktur ist abgeschlossen. Die Sanierung der 3300 in der Schweiz immatrikulierten Privatgüterwagen dauerte bis 2015 (wegen der Vielfalt an Bauarten und weil sie während der ordentlichen periodischen Revisionen durchgeführt wird). 
Bis Ende 2016 wurden in der Schweiz rund 280 km Lärmschutzwände gegen Bahnlärm erstellt.

### Deutschland
- Lärmvorsorge und Lärmsanierung an Schienenwegen, Leitseite des Bundesministeriums für Verkehr und digitale Infrastruktur, abgerufen am 1. Februar 2025.
- Schienenverkehrslärm, Umweltbundesamt
- Lärmkarten, Eisenbahn-Bundesamt
- Lärmportal, Deutsche Bahn AG

### Schweiz
- Lärmschutz, Schweizerische Bundesbahnen (SBB)
- Lärmsanierung, Bundesamt für Verkehr (BAV)

### Nichtregierungsorganisationen
- Schienenlärm – Ein unterschätztes Problem, Bund für Umwelt und Naturschutz Deutschland (BUND), aufgerufen am 13. Dezember 2016
- Bundesvereinigung gegen Schienenlärm e. V.
- Arbeitsring Lärm der DEGA (ALD)

### Medienartikel
- Lärmemission bedroht die gesellschaftliche Akzeptanz der Bahn, Ralf Roman Rossberg, in VDI-Nachrichten, 17. August 2012